# یواس‌اس مینیاپولیس (سی‌ای-۳۶)
یواس‌اس مینیاپولیس (سی‌ای-۳۶) (به انگلیسی: USS Minneapolis (CA-36)) یک کشتی بود. این کشتی در سال ۱۹۳۳ ساخته شد.